# Upplands runinskrifter 742
Upplands runinskrifter 742 är en vikingatida runsten av rödgrå gnejsgranit i Myrby, Boglösa socken och Enköpings kommun. Runstenen är 1,5 meter hög, 0,9 meter bred och 0,25 meter tjock. Runhöjden är 7-8 centimeter. Runstenen restes 1945 efter att ha legat omkullfallen. Ristningen är signerad av Tidkume. Per Stille attribuerar den också till Livsten, som var en yngre medhjälpare till Tidkume.

## Inskriften
Translitterering av runraden:
+ ari + lit × ʀftia × usyrk · faþur + sin + ---kumi ' risti · runi
Normalisering till runsvenska:
Ari let æftiʀ Osyrg, faður sinn. [Tið]kumi risti runaʀ.
Översättning till nusvenska:
Are lät (resa stenen) efter Osyrg, sin fader ... Tidkume ristade runorna.